# Región del Mura
La Región del Mura (en esloveno Pomurska regija) es una de las doce regiones estadísticas en las que se subdivide Eslovenia. Se llama así por el río Mura, que la separa del resto de Eslovenia.
En diciembre de 2005, contaba con una población de 122.453 habitantes.
Está dividida, asimismo, en Transmurania y Prlekija. 
Se compone de los siguientes municipios:
- Apače
- Beltinci
- Cankova
- Črenšovci
- Dobrovnik
- Gornja Radgona
- Gornji Petrovci
- Grad
- Hodoš
- Kobilje
- Križevci
- Kuzma
- Lendava
- Ljutomer
- Moravske Toplice
- Murska Sobota
- Odranci
- Puconci
- Radenci
- Razkrižje
- Rogašovci
- Šalovci
- Sveti Jurij ob Ščavnici
- Tišina
- Turnišče
- Velika Polana
- Veržej

- Datos: Q846162